# حزقيال كارلوس ميزا
حزقيال كارلوس ميزا (بالإسبانية: Juan Carlos Meza)‏ هو لاعب كرة قدم مكسيكي، ولد في 20 أبريل 1985. لعب مع نادي كوريكامينوس ‏.

## وصلات خارجية
- حزقيال كارلوس ميزا على موقع إي إس بي إن إف سي (الإنجليزية)
- حزقيال كارلوس ميزا على موقع قاعدة بيانات كرة القدم.إي يو (الإنجليزية)
- حزقيال كارلوس ميزا على موقع Soccerway.com (الإنجليزية)
- حزقيال كارلوس ميزا على موقع عالم كرة القدم.نت (الإنجليزية)